# Винник, Александр Яковлевич
Александр Яковлевич Ви́нник (1912 — 1981) — русский советский писатель-фантаст.

## Биография
Родился в 1912 году в Юзовке (ныне Донецк), где и жил в дальнейшем.
В 1929—1933 годах работал ответственным секретарём мариупольской газеты «Ильичёвец». В послевоенные много лет работал ответственным секретарем областной газеты «Социалистический Донбасс». После войны начал литературную деятельность и в 1956 году напечатал повесть «Приметы весны».
Автор сатирических научно-фантастических повестей «Тайна доктора Хента» (1957), «Катастрофа в Милтауне», «Охота за невидимками» (1962), «Фиолетовый шар», которые рассказывают о талантливых учёных, открытия которых интересуют дельцов и проходимцев вымышленной страны Бизнесонии. Повести написаны в виде политических памфлетов и написаны с целью разоблачения капиталистического общества. Творчество имело социально-идеологическую направленность. Часто применялся приём сравнения судеб авторов изобретений в СССР и за рубежом.
В Донецке, на доме в котором жил писатель (Университетская, 16) с 1956 по 1981 год, установлена мемориальная доска.